# Samuel Mraz
Samuel Mraz (* 2. Juli 1998) ist ein ehemaliger österreichischer Nordischer Kombinierer.

## Werdegang
Mraz, der für die SG Klagenfurt startet, absolvierte im September 2013 seine ersten internationalen Wettkämpfe im Rahmen des Alpencups. In den folgenden Jahren trat er regelmäßig in dieser Wettkampfserie an. Beim Europäischen Olympischen Winter-Jugendfestival 2015 im heimischen Tschagguns gewann Mraz im Team Gold, im Einzel über fünf Kilometer Silber sowie im Gundersen-Wettbewerb über zehn Kilometer die Bronzemedaille. Auch bei den Nordischen Skispiele 2015 in Seefeld war Mraz mit dem Gewinn zweier Silbermedaillen erfolgreich. Am 13. Februar 2016 debütierte er in Ramsau im Continental Cup, wo er direkt die Punkteränge erreichte. Gemeinsam mit Florian Dagn, Noa Ian Mraz und Bernhard Flaschberger wurde er zwei Wochen später erstmals Juniorenweltmeister bei den Nordischen Junioren-Skiweltmeisterschaften in Râșnov. Diesen Titel verteidigte er ein Jahr später bei den Nordischen Junioren-Skiweltmeisterschaften in Park City zusammen mit Marc-Luis Rainer, Florian Dagn und Mika Vermeulen.
Ende September 2018 wurde Mraz erstmals für einen Grand-Prix-Wettbewerb nominiert. Bei seinem Debüt in Planica gewann er direkt sechs Punkte und beendete damit den Sommer auf dem 57. Platz der Gesamtwertung. Im Winter 2018/19 nahm Mraz an allen Einzelwettkämpfen des Continental Cups teil. Sein bestes Resultat war dabei der siebte Platz in Planica. Darüber hinaus belegte er gemeinsam mit Thomas Jöbstl, Christian Deuschl und Bernhard Flaschberger den dritten Rang beim Teamwettbewerb in Ruka. Sein letztes internationales Rennen absolvierte Mraz im Rahmen des Continental Cups am 14. März 2021 mit dem 23. Platz in Nischni Tagil.

## Persönliches
Mraz besuchte das Skigymnasium Stams. Sein Bruder Noa Ian war ebenfalls Nordischer Kombinierer.

## Statistik

### Grand-Prix-Platzierungen
| Saison | Platz | Punkte |
| ------ | ----- | ------ |
| 2018   | 57.   | 006    |
| 2019   | 57.   | 011    |

### Continental-Cup-Platzierungen
| Saison  | Platz | Punkte |
| ------- | ----- | ------ |
| 2015/16 | 70.   | 034    |
| 2016/17 | 95.   | 005    |
| 2017/18 | 42.   | 112    |
| 2018/19 | 22.   | 176    |
| 2019/20 | 14.   | 255    |
| 2020/21 | 23.   | 189    |